# Wacław I czeski
Wacław I zwany Jednookim czes. Václav I. (ur. 1205, zm. 22 września 1253 w Počaplach, dziś część miasta Králův Dvůr) – król Czech w latach 1230–1253.

## Młody król
Wacław był synem Przemysła Ottokara I i jego drugiej żony Konstancji węgierskiej. Miał liczne rodzeństwo. Jego starszy rodzony brat Wratysław zmarł w dzieciństwie. Przyrodni brat, również Wratysław, został przez Przemysła Ottokara I wydziedziczony po rozwodzie z jego matką Adelajdą Miśnieńską. Wacław od chwili swojego urodzenia był przewidywany na następcę ojca.
Pod koniec 1207 zapewne na sejmie w Augsburgu król Filip Szwabski zaręczył go ze swoją córką Kunegundą, uznając go tym samym następcą tronu i odrzucając roszczenia starszego Wratysława.
Na początku czerwca 1216 Przemysł Ottokar I zwołał zgromadzenie możnych, które wybrało Wacława I na króla czeskiego. Młody monarcha został posadzony na kamiennym tronie na Hradczanach. Była to ostatnia taka elekcja w historii Czech. Przemysł Ottokar I zwrócił się o zatwierdzenie wyboru do cesarza Fryderyka II, mimo że na mocy złotej bulli sycylijskiej nie miał takiego obowiązku. 26 lipca 1216 władca Niemiec wydał dokument zatwierdzający elekcję. Wacław złożył cesarzowi hołd i otrzymał Czechy w lenno. Stało się to za pośrednictwem pełnomocnika lub własnego ojca. Elekcja Wacława na czeskiego króla likwidowała wprowadzoną przez Brzetysława I zasadę primogenitury i oddalała roszczenia Wratysława i przedstawicieli bocznych linii Przemyślidów.

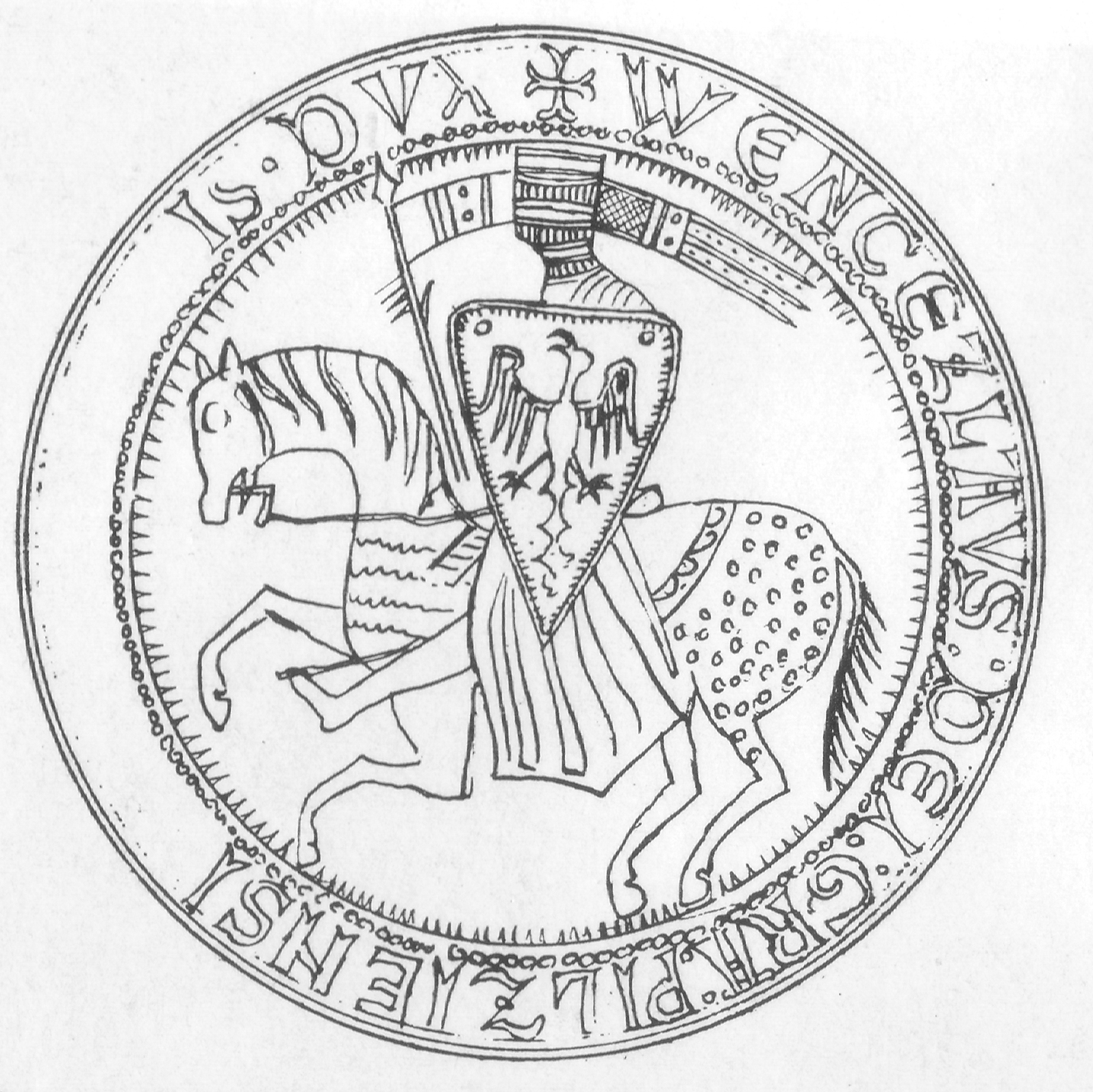
Pieczęć Wacława I z 1224

W 1224 Wacław poślubił Kunegundę Hohenstauf. Zapewne w tym samym roku otrzymał od ojca tytuły księcia pilzneńskiego i budziszyńskiego. Miał własną pieczęć, był świadkiem królewskich dokumentów, a w pilzneńskiej mennicy bił denary ze swoim imieniem. Realnej władzy jednak nie miał. 6 lutego 1228 w katedrze św. Wita w Pradze Wacław wraz z żoną został koronowany. Obrzędu dopełnił arcybiskup moguncki Zygfryd II z Eppsteinu. Za zgodą biskupów praskiego i ołomunieckiego oraz wielmożów królowie Przemysł Ottokar I i Wacław I postanowili, że ich następcy będą koronowani przez arcybiskupów Moguncji. W przypadku gdyby pasterz diecezji mogunckiej odmówił, wówczas biskupa dokonującego obrzędu miał wyznaczyć czeski monarcha.

## Początek panowania i ekspansja na teren Austrii

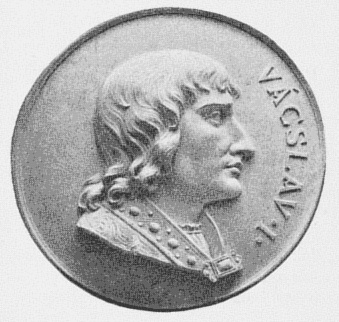
Wacław I na medalu z XIX w. autorstwa Antonína Poppa

Wacław bez przeszkód objął władzę po śmierci ojca (zm. 15 grudnia 1230). W lipcu 1231 cesarz Fryderyk II wystawił w Melfi dokument potwierdzający nadanie mu Czech w lenno. Niezadowolony z całej sytuacji był królewski brat margrabia morawski Przemysł, który w 1232 rozpoczął z monarchą wojnę. W lecie 1233 na Morawy najechał książę austriacki Fryderyk II Bitny, zajmując niektóre zamki, m.in. Bitov. Przemysł nie był w stanie opierać się atakowi wojsk królewskich. Dzięki pośrednictwu matki Konstancji bracia zawarli pokój.
Walki toczone przez Fryderyka II Bitnego wzbudziły zainteresowanie cesarza, który w 1235 wezwał księcia austriackiego przed sejm Rzeszy. Fryderyk nie tylko nie posłuchał, ale nawet polecił ograbić cesarskich posłów. Władca Niemiec rzucił na księcia austriackiego klątwę Rzeszy i pozbawił go władzy. Wykonanie swojej decyzji cesarz powierzył wrogom Fryderyka Bitnego. Na Austrię najechali od północy Wacław I, od zachodu Otto II Bawarski wraz z biskupem pasawskim, od południa patriarcha akwilejski i biskup bamberski. Dołączyli do nich austriaccy wrogowie Fryderyka. Najeźdźcy szybko zajęli Wiedeń. Książę austriacki utrzymał się tylko w południowo-wschodniej części swoich posiadłości. Król Wacław i Otto Bawarski zostawili załogi w zdobytych zamkach i powrócili do swoich krajów. Szybko okazało się, że cesarz pragnie zatrzymać Austrię w swoim ręku i nie zamierza się podzielić jej terytorium na co liczył Wacław I. Kolejnym punktem zapalnym okazała się kwestia posagu Kunegundy. Pierwotnie miała ona otrzymać majątki Staufów w Szwabii. W 1235 cesarz wypłacił Wacławowi jako odszkodowanie 10 000 grzywien srebra.
W 1237 Wacław I stłumił ponowny bunt swojego brata Przemysła. Pokój zawarto dopiero dzięki pośrednictwu króla węgierskiego Beli IV. Rezultatem buntu było uszczuplenie dzielnicy brata. Król czeski nadał rejon Brzecławia swojemu siostrzeńcowi Ulrykowi Spanheimowi.
Pogorszenie stosunków z cesarzem zaowocowało zbliżeniem z papieżem Grzegorzem IX. To co odmówił Wacławowi cesarz mogła mu ofiarować głowa Kościoła. Z papieżem nawiązał także kontakty Fryderyk Bitny. W tej sytuacji za pośrednictwem Ottona Bawarskiego doszło do pojednania władców Czech i Austrii. Obaj spotkali się pod koniec lutego 1239 w Pasawie. Wacław obiecał Fryderykowi pomoc w odzyskaniu utraconych terenów. W zamian za to książę austriacki obiecał odstąpić ziemie na północ od Dunaju i wyraził zgodę na ślub swojej bratanicy Gertrudy z najstarszym synem czeskiego monarchy Władysławem. Fryderyk Bitny nie miał potomstwa. Projektowane małżeństwo otwierało Przemyślidom drogę do sukcesji po Babenbergach.
Pod koniec 1239 Fryderyk Bitny zdobył Wiedeń, co przyniosło mu także pełną kontrolę nad Austrią i Styrią. Szybko także pojednał się z cesarzem. Wacław I rozpoczął montowanie koalicji mającej na celu wybór na tron niemiecki królewicza duńskiego Eryka. Wobec niepowodzenia tego planu i braku papieskiej pomocy w konflikcie z władcą Austrii, król czeski postanowił pojednać się z cesarzem. Pod koniec 1240 zaatakował Austrię. Wiosną 1241 zawarto układ. Wacław I zrzekł się obiecanej mu wcześniej części Austrii, a Fryderyk Bitny potwierdził obietnicę wydania bratanicy za syna czeskiego monarchy.

## Najazd mongolski
W 1241 Wacław I wyruszył na pomoc swojemu szwagrowi Henrykowi II Pobożnemu, który stawiał czoła najazdowi mongolskiemu. Władca Czech w czasie bitwy pod Legnicą znajdował się pod zamkiem Świny, dzień drogi od pola walki. Po klęsce Polaków jego głównym zadaniem było niewpuszczenie najeźdźców na ziemie czeskie. Przez pewien czas manewrował w okolicach Kłodzka, a następnie wyruszył do Miśni, gdzie pojawił się jeden z mongolskich oddziałów. Tam dowiedział się o ataku na Morawy. Nie był jednak w stanie dogonić napastników, którzy szybko wycofali się na Węgry.

## Dalszy ciąg ekspansji austriackiej
W 1241 cesarz Fryderyk II mianował Wacława I oraz landgrafa turyńskiego Henryka Raspe gubernatorami Rzeszy. Dwa lata później nastąpiła zmiana na tronie papieskim, który objął Innocenty IV. Początkowo był niechętny czeskiemu monarsze szybko jednak zmienił zdanie i usunął przeszkody stojące na drodze do małżeństw dzieci Wacława I: Władysława z Gertrudą oraz Agnieszki z Henrykiem Dostojnym. Cesarz, chcąc zapobiec pogorszeniu swojej pozycji, chciał przeciągnąć na swoją stronę Fryderyka Bitnego. Zaproponował mu podniesienia Austrii i Styrii do rangi królestwa oraz zadeklarował chęć poślubienia bratanicy Fryderyka Bitnego, Gertrudy. Ta jednak odmówiła poślubienia cesarza, który został w 1245 zdetronizowany przez sobór w Lyonie.
Również w 1245 Fryderyk Bitny zaatakował Węgry. W styczniu 1246 Wacław najechał na Austrię. Atak nie był udany. Do niewoli austriackiej dostał się m.in. Ulryk Spanheim. Wojna przyniosła jednak także pożądany przez czeską stronę skutek. Zapewne w maju 1246 margrabia morawski Władysław, syn Wacława I, poślubił Gertrudę. 15 czerwca 1246 poległ książę Fryderyk Bitny. Władysław przybył do Austrii i został uznany za księcia. Zmarł jednak już 3 stycznia 1247.

## Bunt królewicza Przemysła
W latach 40. XIII w. zmalała aktywność Wacława I. Król cierpiał na różne zaburzenia. Nie znosił bicia dzwonów i nie mógł usnąć w pobliżu złota. Ciężko zniósł śmierć matki i pierworodnego syna. Stracił oko na polowaniu. Przestał przyjeżdżać na Morawy.
Po śmierci brata władzę na Morawach objął Przemysł. 27 marca 1247 po raz pierwszy wystąpił z tytułem margrabiego morawskiego. 31 lipca 1248 grupa możnych z Czech i częściowo z Moraw, korzystając z nieobecności w kraju Wacława I wybrała Przemysła na króla. Buntownicy nie mieli jednak pomysłu jak skłonić starego króla do abdykacji. Wacław I zaczął gromadzić sojuszników. Podporządkował sobie część Czech i Morawy. 5 sierpnia 1249 zajął praskie Stare Miasto, gdzie powitał go kler z biskupem i siostra Agnieszka, i rozpoczął oblężenie Hradczan. 15 sierpnia 1249 w praskim kościele klasztornym św. Franciszka Wacław I został ponownie koronowany przez biskupów praskiego i ołomunieckiego. Wkrótce Przemysł ukorzył się przed ojcem. Musiał poddać zamek praski i zrezygnować z tytułu młodszego króla. Ojciec pozostawił mu władzę na Morawach, ale bez połowy dochodu z mennicy w Igławie. We wrześniu Wacław wezwał syna wraz z jego zaufanymi na zamek Týřov. Kazał ich wszystkich uwięzić. Przemysł szybko odzyskał wolność, ale w jego otoczeniu znaleźli się ludzie wierni Wacławowi. Reguły polityki dynastycznej skłaniały obie strony do zawarcia ugody i znalezienia modus vivendi. Wacław i Przemysł byli jedynymi wówczas męskimi przedstawicielami Przemyślidów.
Przemysł powrócił na Morawy, którymi rządził z łaski ojca. Objął również rejon Brzecławia, gdyż książę Ulryk zaangażował się w sprawy Krainy, którą otrzymał jako mąż Agnieszki z Meranu.

## Zdobycie Austrii
Po śmierci Władysława jego żona Gertruda poślubiła margrabiego badeńskiego Hermana, który zmarł dwa lata później, pozostawiając małe dzieci. Wdowa umieściła je pod opieką Wettynów w Miśni. Nikt jednak nie zamierzał się za nimi ująć. Prawa do Austrii mogli zgłosić sami Wettynowie. Pierwszą żoną margrabiego Henryka Dostojnego była Konstancja, córka Leopolda VI Sławnego z dynastii Babenbergów. Jego drugą małżonką była Agnieszka, córka Wacława I. Na początku sierpnia 1251 król czeski spotkał się ze swoim zięciem na zamku Křivoklát. Margrabia Hermann zrezygnował w imieniu synów z pierwszego małżeństwa z roszczeń do Austrii. Nie wiadomo czy otrzymał coś w zamian. Być może Wacław obiecał mu zamki na pograniczu lub tron czeski w razie wygaśnięcia Przemyślidów.
22 listopada 1251 poselstwo austriackie oddało władzę Wacławowi I, który przekazał ją synowi. Wkrótce do walki o Austrię włączył się król węgierski Bela IV. Wacław I aż do śmierci wspierał poczynania syna.

## Śmierć i pogrzeb
Wacław zmarł nagle podczas pobytu w Počaplach (dziś część miasta Králův Dvůr). Przemysł Ottokar toczył wówczas walki w Styrii. Jego natychmiastowy powrót nie był konieczny. Nikt nie kwestionował jego następstwa. Przemysł przybył do Pragi 17 października 1253. Król Wacław został pochowany na terenie klasztoru św. Agnieszki w Pradze.

## Życie prywatne
Z małżeństwa Wacława I i Kunegundy pochodziło pięcioro dzieci:
- Władysław
- Przemysł Ottokar II
- Bożena (Beatrix) (zm. 25 maja po 1281)
- Agnieszka (zm. 10 października ok. 1268)
- nieznana z imienia córka (zm. przed. 1248)